# Joshua England
Joshua England (* 9. Oktober 1986) ist ein neuseeländischer Bahn- und Straßenradrennfahrer.
Joshua England wurde 2003 neuseeländischer Junioren-Bahnradmeister im 1000-m-Zeitfahren, in der Einerverfolgung und im Punktefahren. Im nächsten Jahr gewann er bei der Oceania Games in Melbourne die Goldmedaille in der Mannschaftsverfolgung. In der Saison 2007 gewann England in Amerika den St. Albans Grand Prix und eine Etappe bei der Tour of Ohio.
Im Jahr 2009 fuhr er auf der Straße für das neuseeländische Continental Team Subway-Avanti.

## Erfolge – Bahn
2003
- Neuseeländischer Meister – 1000-m-Zeitfahren (Junioren)
- Neuseeländischer Meister – Einerverfolgung (Junioren)
- Neuseeländischer Meister – Punktefahren (Junioren)

2004
- Oceania Games – Mannschaftsverfolgung (mit Dayle Cheatley, Matthew Haydock und Michael Northley)

## Teams
- 2009 Subway-Avanti